# Abdolnaser Hemmati
Abdonnaser Hemmati (Kabudarahang, 9 giugno 1956) è un politico ed economista iraniano, 18º Governatore della Banca centrale dell'Iran e candidato alle elezioni presidenziali del 2021.